# Kabinet-Stresemann II
Het  Kabinet-Stresemann II regeerde in de Weimarrepubliek van 6 oktober 1923 tot 30 november 1923. Dit kabinet bestond wederom uit een coalitie van de SPD, DVP, Zentrum, DDP en partijlozen. Op 3 november 1923 stapte SPD uit de regering. 

## Kabinet–Stresemann II
| Ambtsbekleder                        | Ambtsbekleder      | Ambtsbekleder                  | Functie(s)                            | Ambtstermijn     | Ambtstermijn     | Partij(en) |
| ------------------------------------ | ------------------ | ------------------------------ | ------------------------------------- | ---------------- | ---------------- | ---------- |
|                                      | Gustav Stresemann  | Gustav Stresemann (1878–1929)  | Rijkskanselier                        | 13 augustus 1923 | 30 november 1923 | DVP        |
| Rijksminister van Buitenlandse Zaken | Gustav Stresemann  | Gustav Stresemann (1878–1929)  | 3 oktober 1929                        | 13 augustus 1923 |                  | DVP        |
| Vacant                               | Vacant             | Vacant                         | Vicekanselier                         |                  |                  |            |
|                                      | Wilhelm Sollmann   | Wilhelm Sollmann (1881–1951)   | Rijksminister van Binnenlandse Zaken  | 13 augustus 1923 | 3 november 1923  | DVP        |
| Vacant                               |                    |                                | Rijksminister van Binnenlandse Zaken  |                  |                  |            |
|                                      | Karl Jarres        | Karl Jarres (1874–1951)        | Rijksminister van Binnenlandse Zaken  | 10 november 1923 | 15 januari 1925  | DVP        |
|                                      | Hans Luther        | Hans Luther (1879–1962)        | Rijksminister van Financiën           | 6 oktober 1923   | 15 januari 1925  | O          |
|                                      | Gustav Radbruch    | Gustav Radbruch (1878–1949)    | Rijksminister van Justitie            | 13 augustus 1923 | 3 november 1923  | SPD        |
| Vacant                               |                    |                                | Rijksminister van Justitie            |                  |                  |            |
|                                      |                    | Joseph Koeth (1870–1936)       | Rijksminister van Economische Zaken   | 6 oktober 1923   | 30 november 1923 | O          |
|                                      | Otto Geßler        | Otto Geßler (1875–1955)        | Rijksminister van Defensie            | 27 maart 1920    | 20 januari 1928  | DDP        |
|                                      | Heinrich Brauns    | Heinrich Brauns (1868–1939)    | Rijksminister van Arbeid              | 20 juni 1920     | 12 juni 1928     | DZ         |
|                                      | Rudolf Oeser       | Rudolf Oeser (1858–1926)       | Rijksminister van Verkeer             | 13 augustus 1923 | 11 oktober 1924  | DDP        |
|                                      | Robert Schmidt     | Robert Schmidt (1864–1943)     | Rijksminister van Wederopbouw         | 13 augustus 1923 | 3 november 1923  | SPD        |
| Vacant                               |                    |                                | Rijksminister van Wederopbouw         |                  |                  |            |
|                                      | Gerhard von Kanitz | Gerhard von Kanitz (1885–1949) | Rijksminister van Voedsel en Landbouw | 6 oktober 1923   | 20 januari 1926  | O          |
|                                      | Anton Höfle        | Anton Höfle (1882–1925)        | Rijksminister van Posterijen          | 13 augustus 1923 | 15 januari 1925  | DZ         |
|                                      | Heinrich Brauns    | Johannes Fuchs (1874–1956)     | Rijksminister van Bezette Gebieden    | 13 augustus 1923 | 30 november 1923 | DZ         |